# 賈也度
賈也度（葡萄牙語：Eduardo Augusto Rodrigues Galhardo，1845年6月26日－1908年2月8日），是一位葡萄牙軍人、政治家、殖民長官和外交官。在莫三比克南部的軍事佔領行動中表現出色，最終導致了恩古尼首領岡岡哈納的被捕。他是歷史學家亞歷山大·埃爾庫拉諾的外甥。

## 生平
賈也度是少將喬昆迪·安東尼奧·賈也度（Joaquim António Rodrigues Galhardo）和阿拉烏霍的瑪麗亞·達·阿松桑·德·卡瓦略（Maria da Assunção de Carvalho de Araújo）的兒子，後者是歷史學家亞歷山大·埃爾庫拉諾的姐姐。她於1872年4月15日與布里托的卡洛塔·瓦丁頓（Carlota Cândida de Brito）結婚，育有三個孩子。他是埃爾庫拉諾·賈也度（Herculano Galhardo）的表親叔叔。

### 軍事生涯
以父親為榜樣，賈也度注定要從事軍火事業。經過預備學習，他是皇家軍事學院的學生，並就讀於陸軍學校，學習步兵武器。
他於1863年8月12日成為一名步兵軍官，並於1865年2月4日被任命為葡萄牙第10步兵團中尉。在接下來的幾年裡，他在軍事工程和砲兵部隊服役，再次轉任步兵部隊，被派往陸軍部和葡萄牙第11團步兵團。1871年4月16日晉升中尉，1877年10月23日晉升上尉。
同時，他是皇家軍事學院實用算術的代理教授（1873年），後來擔任埃斯科拉軍團（Escola Regimental）的主任（1880年）。
作為一名上尉，他於1881年被任命為位於聖茹利昂達巴拉堡的懲教指揮官，這個職位被認為具有重大責任。1886年3月17日晉升為少校後，他被任命為步兵總監察局的參謀長，這個委員會一直維持到晉升為上校。
1891年4月23日，他被提升為中校，1892年，陸軍部部長皮涅羅·富塔多將軍選他為內閣首長，在這個職位上，他建立了一系列政治聯繫，這有助於使他成為一名是當時最有影響力的士兵，並於次年帶領他在議會短暫擔任親政府代表。
賈也度於1894年8月4日被提升為上校，此後不久被任命為葡萄牙第18步兵團團長（Regimento de Infantaria N.º 18，1894年12月15日），當殖民地恩古尼抵抗（真的）爆發時，他擔任了很短的時間。葡萄牙在莫三比克的存在和政府決定派遣遠征軍，於1895年3月4日被移交給葡萄牙第2步兵團（Regimento de Infantaria N.º 2）的指揮部，該團已被選定為將要派遣的大部分部隊提供補給到非洲。
3月9日，他被任命為遠征軍指揮官，並於4月14日立即在馬布多抵達。他受到專員雷吉奧·安東尼奧·埃內斯的接見，被任命為由葡萄牙軍隊和駐紮在該領土的非洲輔助部隊組成的作戰旅指揮官。他以該身份指揮了針對首領岡岡哈納的部分戰役行動，特別是在11月7日的庫埃拉和曼雅卡澤的行動中脫穎而出，他在該月的11日發動了七百人的進攻，岡岡哈納的「kraal」，由一萬名恩古尼人戰士保衛，將其燒毀並迫使加沙皇帝帶著他的軍隊撤回柴米特，在那裡他將被監禁。
遠征隊於1896年1月19日乘坐扎伊爾號（Zaire）汽輪，取得勝利返回里斯本，次日在里斯本海軍兵工廠碼頭下船。歸國慶典非常精彩，有國王卡洛斯一世、王后奧爾良的阿美莉和王太后薩伏依的瑪麗亞·皮婭公主，以及王儲路易斯·菲利佩和曼努埃尔二世出席。出席會議的還有外交部、海軍部委員會、陸海將軍和許多其他人士。在接下來的幾天裡，舉行了盛大的慶祝活動，包括燈飾、遊行、里斯本市政廳外牆的裝飾和商業廣場的國務秘書處的窗戶。
當賈也度被海軍和海外部召到里斯本作證被提升為將軍時，他已經是葡屬印度的總督。他於1903年5月28日晉升為準將，並於1904年2月26日抵達果阿。在他於1905年6月12日辭去總督職務後，他於1905年7月29日被任命為步兵部隊總司令，並於1906年5月22日被任命為總幹事陸軍事務。
1906年12月24日，他被任命為國王卡洛斯一世的副官，這是他最後一次擔任軍事職務。

### 政治和外交生涯
進入政界，議員何塞·迪亞斯·費雷拉擔任該部主席，在1892年10月23日（第29屆帝國議會）的大選中當選為馬夫拉圈的親政府代表，並於1893年1月16日在眾議院宣誓, 立法機關在短暫通過議會時於 1893年7月15日結束，主要參與了軍事問題的討論，特別是那些涉及預算問題和武裝部隊軍官培訓學校運作的討論。
1897年5月12日，以他在莫三比克的成功而聞名，他被任命為第97任澳門總督和葡萄牙駐中國、日本和暹羅王國的全權公使，他的職位一直持續到1900年3月23日，當時他被任命為澳門總督。之後，他擔任第111任葡屬印度總督。他一直在印度政府任職，直到1905年7月22日，當時他已被提升為準將，但應他的要求被免職。
在他統治葡屬印度期間，他投資興建通訊路網和學校，導致該地區的發展激增。它還必須主導拉內斯起義（revolta dos Ranes），這是馬拉地士兵反抗葡萄牙殖民政府起義的結果。
回到里斯本後，賈也度仍然處於政治活動的邊緣，擔任國王副官的重要職位。當他於1908年2月8日在里斯本去世時，他被提名為弗朗西斯科·若阿金·費雷拉·杜·阿馬拉爾主持的內閣中的陸軍部長。